# F.C. Tokyo
F.C. Tokyo (jap. FC東京 Efushī Tōkyō) – japoński klub piłkarski grający w J1 League. Klub ma siedzibę w Chōfu, w aglomeracji tokijskiej.